# Peunalom II
Peunalom II is een bestuurslaag in het regentschap Pidie van de provincie Atjeh, Indonesië. Peunalom II telt 885 inwoners (volkstelling 2010).